# ZIS-6
El ZIS-6 (ЗИС-6, en ruso) era un camión soviético 6x4 de propósito general y una versión con tres ejes del ZIS-5.

## Historia y desarrollo
Fue producido desde 1933 hasta octubre de 1941 en la Zavod imeni Stalina (Fábrica Stalin) de Moscú, alcanzado una producción total de 21.239 unidades.
Sobre su chasis robusto y fiable se montaron diversas carrocerías, como por ejemplo, camión con reflector antiaéreo o taller móvil. Pero es más conocido por su papel como lanzacohetes múltiple en julio de 1941. Esta variante fue producida en la Fábrica Compresor durante la Segunda Guerra Mundial. Muy pocos ZIS-6 sobrevivieron a la guerra.
Durante las primeras etapas de la Segunda Guerra Mundial, el ZIS-6 sirvió como chasis del lanzacohetes múltiple BM-13, más conocido como Katiusha u órgano de Stalin. También sirvió como plataforma para la cisterna de reabastecimiento de aviones BZ-ZIS-6 de la Fuerza Aérea Soviética.

## Especificaciones
- Carga útil: 4.000 kg; 2.500 kg (carretera sin pavimentar)
- Batalla: 3.360 mm + 1.080 mm
- Neumáticos: 860 mm x 180 mm

## Galería

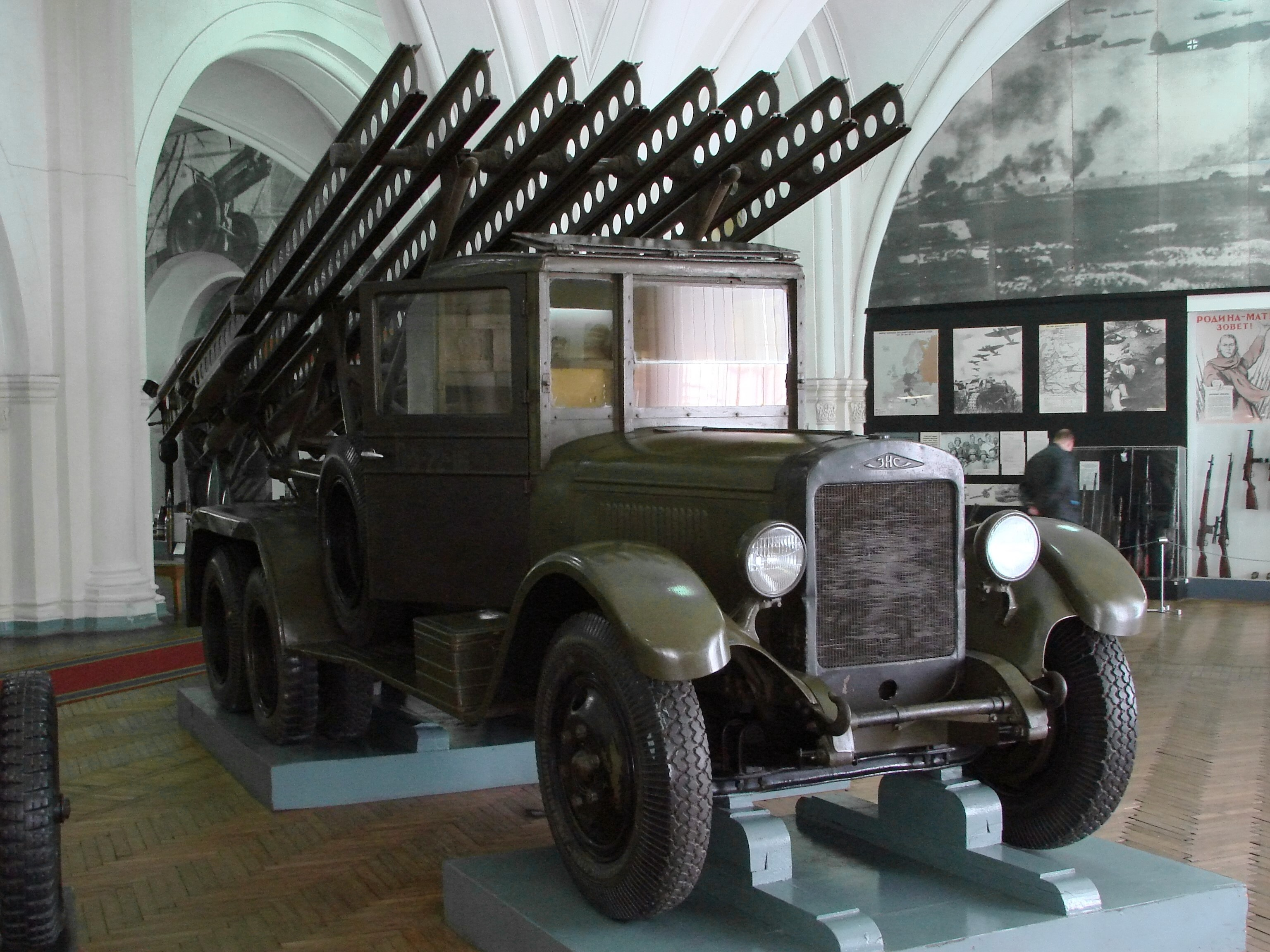
Vista frontal de un ZIS-6 armado con el lanzacohetes múltiple Katiusha.
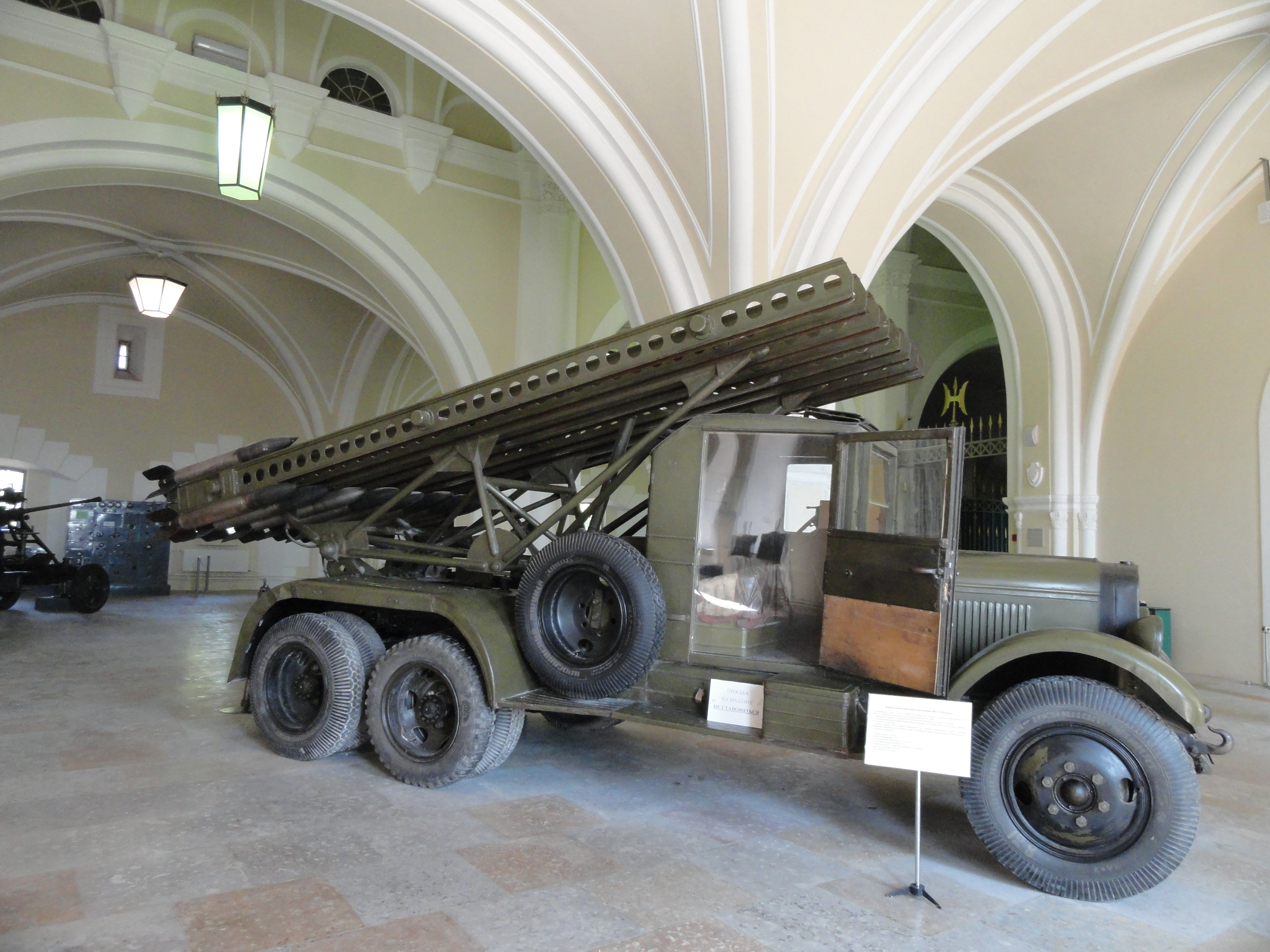
Vista posterior.